# God Bless Our Homeland Ghana
God Bless Our Homeland Ghana (Dios bendiga a nuestra patria Ghana) , es el Himno Nacional de Ghana

## Letra (inglés)
God bless our homeland Ghana
And make our nation great and strong,
Bold to defend forever
The cause of Freedom and of Right;
Fill our hearts with true humility,
Make us cherish fearless honesty,
And help us to resist oppressors' rule
With all our will and might evermore.
Hail to thy name, O Ghana,
To thee we make our solemn vow:
Steadfast to build together
A nation strong in Unity;
With our gifts of mind and strength of arm,
Whether night or day, in the midst of storm,
In every need, whate'er the call may be,
To serve thee, Ghana, now and evermore.
Raise high the flag of Ghana
And one with Africa advance;
Black star of hope and honor
To all who thirst for liberty;
Where the banner of Ghana free fly,
May the way to freedom truly lie;
Arise, arise, O sons of Ghana land,
And under God march on for evermore!

### Español
Dios bendiga a nuestra patria Ghana
¿Y hacer que nuestra nación grande y fuerte,
Audaz de defender para siempre
La causa de la libertad y de Derecho;
Llene nuestros corazones con verdadera humildad,
Nos hacen apreciar la honestidad valiente,
Y nos ayudara a resistir la regla de los opresores
Con todo nuestra voluntad y tal vez cada vez más.
Salve a tu nombre, oh Ghana,
Para ti que hacemos nuestro voto solemne:
Firme para construir juntos
Una nación fuerte en la Unidad;
Con nuestros regalos de la mente y la fuerza de brazo,
Ya sea de noche o de día, en medio de la tormenta,
En cada necesidad, sea cualquiera la llamada podría ser,
Para servir a ti, Ghana, ahora y siempre.
Elevar alto la bandera de Ghana
Y una África con antelación;
Negra estrella de la esperanza y el honor
A todos los que sed de libertad;
Cuando la bandera de Ghana vuela libre,
¿Puede la vía para la libertad verdaderamente estar;
Levántate, levántate, oh hijos de la tierra de Ghana,
¡Y con Dios, marcha para siempre!
- Datos: Q273260